# Musique dans les Aurès
La musique dans les Aurès est représentée par plusieurs styles diversifiés dans les régions des Aurès en plusieurs langues chaoui, Arabe algérien, français et anglais, elle comprend la musique chaoui typique du terroir aurassien.

## Genres

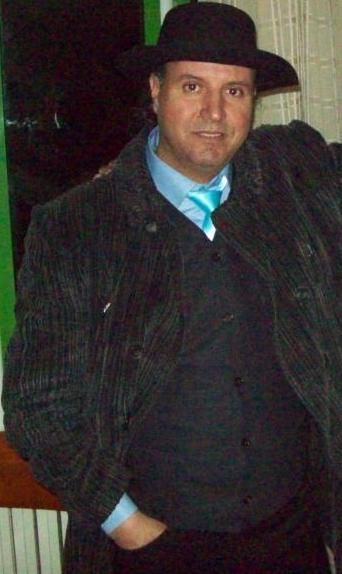
Massinissa

La musique traditionnelle est bien représentée par nombreux chanteurs aurassiens. Les premiers chanteurs qui ont connu un succès international sont Aïssa Djermouni et Ali Khencheli. Le style de musique Rahaba est propre à toute la région des Aurès. De plus, plusieurs styles de musique existent comme le style arabo-andalous, l'un des chanteurs chaouis Salim Halali. Plusieurs chanteurs des Aurès se sont inspirés de ce style comme Youcef Boukhantech.
Les femmes ont pu avoir leur place sur la scène nationale. La télévision algérienne diffusait les chansons de Thelja (Ya Saleh) et de Hadda Beggar dans les années 1970. Aussi, Houria Aïchi a fait plusieurs albums en France, ainsi que Markunda Awras ou la chanteuse Dihya (du nom de la reine des Aurès, Kahena), épaulée de Messaoud Nedjahi, l'un des meilleurs compositeurs et paroliers Chaoui. L'un de ses meilleurs albums s'intitule Dzaier assa.
Un autre genre de musique moderne chaoui s'est imposé dans la région. Cette musique atypique est un mélange d'inspirations de rock, de blues, de folk et de raï en langue chaoui et en arabe. Dans les années 70, 80 et 90,  quelques chanteurs et musiciens aurassien(ne)s s'illustrent dans ce genre tels que Djamel Sabri du groupe les Berbères et dit aussi Djo, Massinissa, Aïssa Brahimi , Nouari Nezzar, Katchou,  Nacerdine Hora, Hamid Belbeche, etc.,  tous ayant commencé en langue chaoui. D'autres, plus jeunes, utilisent exclusivement la langue chaoui comme le groupe Tafert, Youba, Youress Sami, etc. Quelques instruments de musique sont propres à la région comme la gasba, bendir, etc. et d'autres telles la zorna sont spécifiques à l'ensemble de la musique orientale (cf. en Turquie). À tort, beaucoup de gens attribuent à ce genre une appellation « Staifi » en raison du fait de l'utilisation de la langue arabe tandis que la musique, en elle-même, est chaoui.

### Musique en chaoui

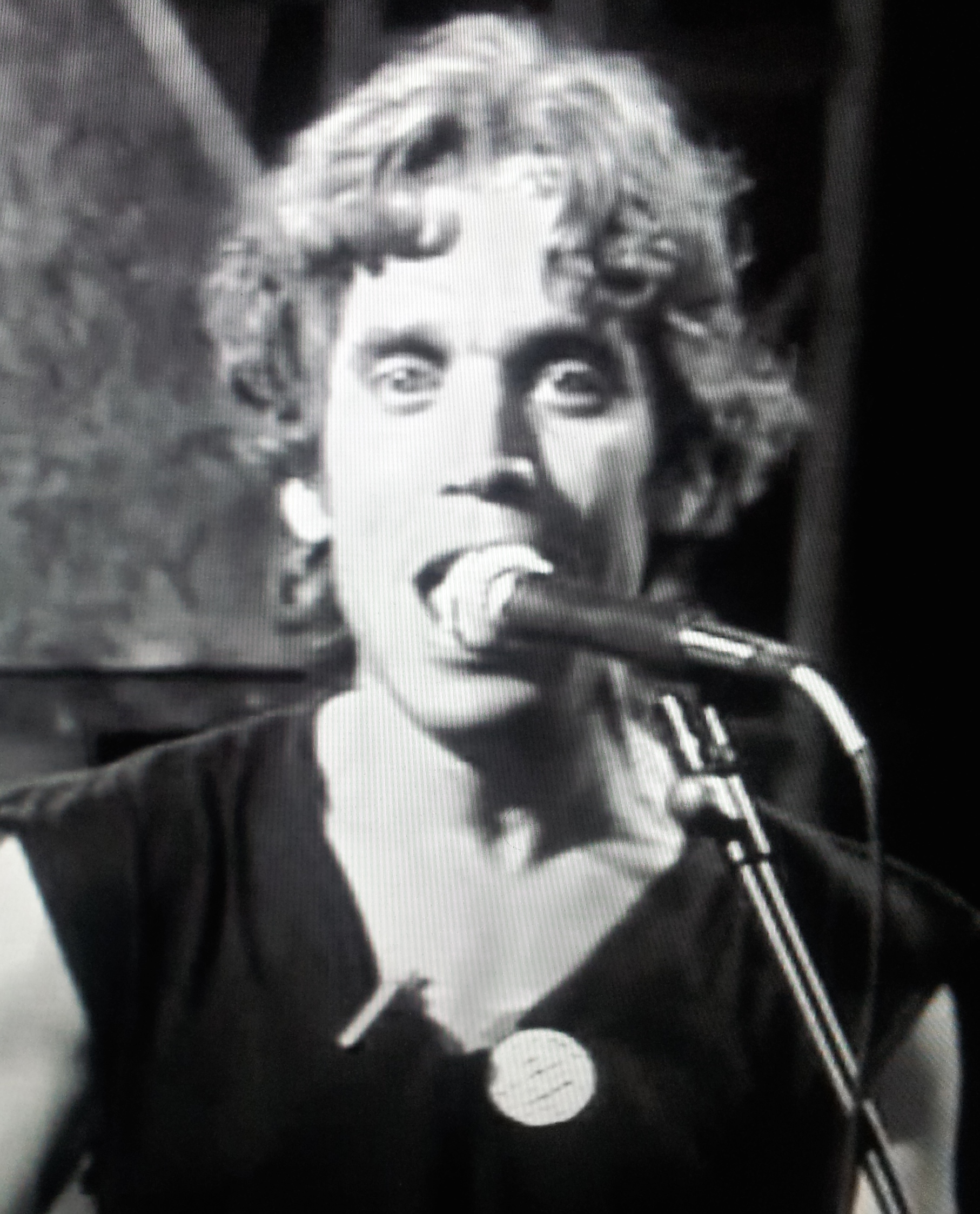
Djamel Sabri

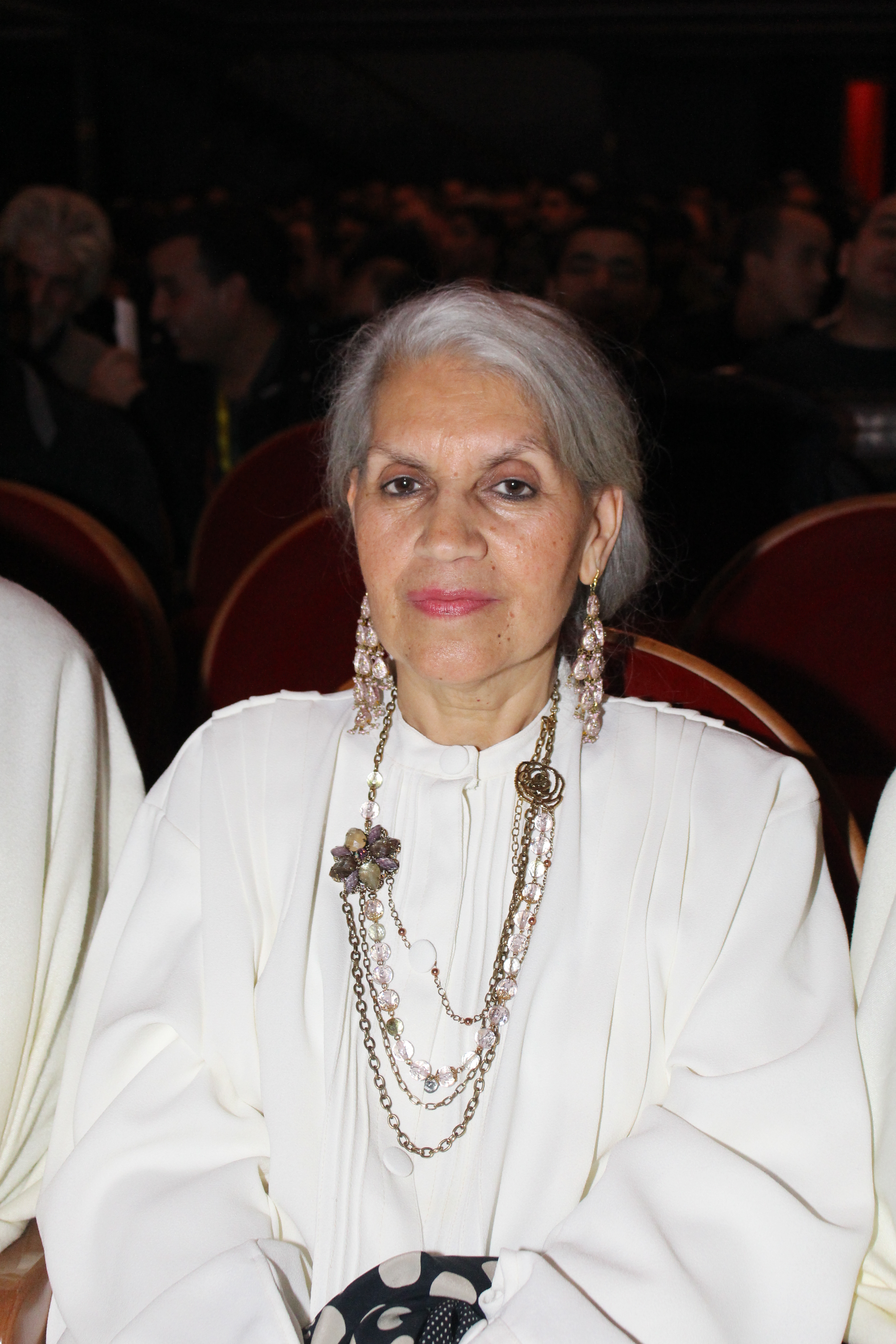
Dihya (chanteuse)

Le chaoui est un genre de musique berbère issu des Aures en Algérie. C'est un mélange de musique sahraoui et de rythmes marqués et dansants. Les premières gravures sur bande magnétique remontent aux années 1930 avec Aissa Jermouni où la musique chaouie a été éditée au niveau international.
Les femmes, Markunda Awras, Dihya (chanteuse), Houria Aïchi, Nadia Tachaouit, elles ont immigré vers l'Europe. Massilia, chanteuse en langue chaoui et travaille à la Radio Batna. Zohra El Batnia et  Keltoum El Aurassia, elles chantent vêtues en robes traditionnelles.
D'autres émergent dans différents styles, chaouis moderne, classique ou autre genre comme Katchou, Abdelhamid Daas, Salim Souhali, Amirouche Ighounem, Messaoud Nedjahi, Mihoub Abdeslem, Nouari Nezzar, Massinissa (chanteur), Aïssa Brahimi, etc. Au XXIe siècle, plusieurs groupes chaouis passent à la Radio Aurès et organisent des galas comme le groupe Tafert avec Ishem Boumaraf.
Plusieurs nouveaux groupes ont produit des albums par la suite soit dans le traditionnel ou le moderne dont Ishem Boumaraf pour la chanson chaoui.

#### Rahaba (Irahaben)
Le mot Rahaba dérive du mot chaoui irhaben, il désigne un groupement d'hommes habillés de manière traditionnelle entonnant des chants polyphoniques ancestraux en chaoui (dialecte berbère), accompagné de bendir et de gasba.
Il s'agit d'un chant originaire des Aurès (Algérie), très populaire depuis la nuit des temps. Il est caractérisé par la participation des femmes à ces groupes. On retrouve ce type de chant dans diverses fêtes dans la région des Aurès comme les mariages entre autres.
L'utilisation des fusils a toujours été essentielle pour animer le chant. Il existe des professionnels pour ce type d'animations, mais aujourd'hui, ce genre d'armes est à la portée de beaucoup d'amateurs, ce qui n'a pas manqué de provoquer de nombreux accidents souvent mortels aux Aurès lors des fêtes.
Les vêtements ont aussi leur importance : les couleurs et le style doivent être respectés. Sans oublier que chaque membre du groupe joue un rôle particulier : utilisation le bendir (souvent destiné à l'homme), apprentissage du texte et chant proprement dit.

### Musique traditionnelle en langue arabe algérien

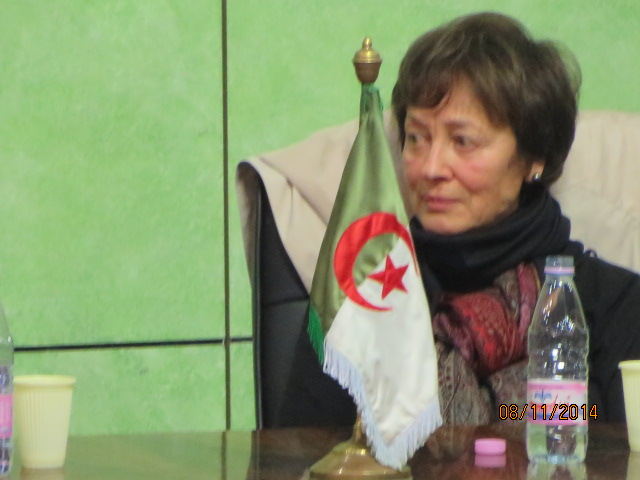
La chanteuse Houria Aichi à Batna en 2014.

Deux femmes ont été populaire dans les années 70 en Algérie, Zoulikha et Teldja, elle chante la posésie populaire avec la musique chaoui.

### Musique (style Batni) en arabe algérien
Plusieurs groupes de musique sont issus des  régions et villes des Aurès, notamment les groupes EsSaada, fondés entre autres par Amira Ameur. La Troupe EsSaada n'était pas seulement un orchestre mais aussi une école de formation d'acteurs de théâtre, plusieurs pièces ont été créées dans les années 60. L'orchestre fut aussi une véritable école de musique. C'est de ce creuset qu'ont émergé Mourad Benkhalfa et Tayeb Benderradji  (chaâbi algérien), vivant actuellement en France. Il y a aussi la Diwan ainsi que la fameuse troupe d'el Bahja du malouf qui a pour chef Hachani Youcef (dit Hamid). Plusieurs chanteurs ont abandonné la scène médiatique  après avoir eu un grand succès en Algérie comme Youcef Boukhantech, le groupe Kahina avec Bouamra, Hakim El Batni, Mourad Benkhelfa, Boudjniba, Jamel Bensbaa, groupe Kimmel, Hamid Daas, etc.

### Diwan Batna et Gnawa et percussion
- Guem
- Adel Guemguem

### Musique moderne
Le Groupe Iwal de Tkout, fondé par Nasrine et Fayssal, on révolutionnait la chanson chaoui moderne afin de casser les tabous par leur style incorporant le théâtre et le chant, ce groupe s’est produit à l'Opéra d’Alger.

### Musique classique

#### École musicale

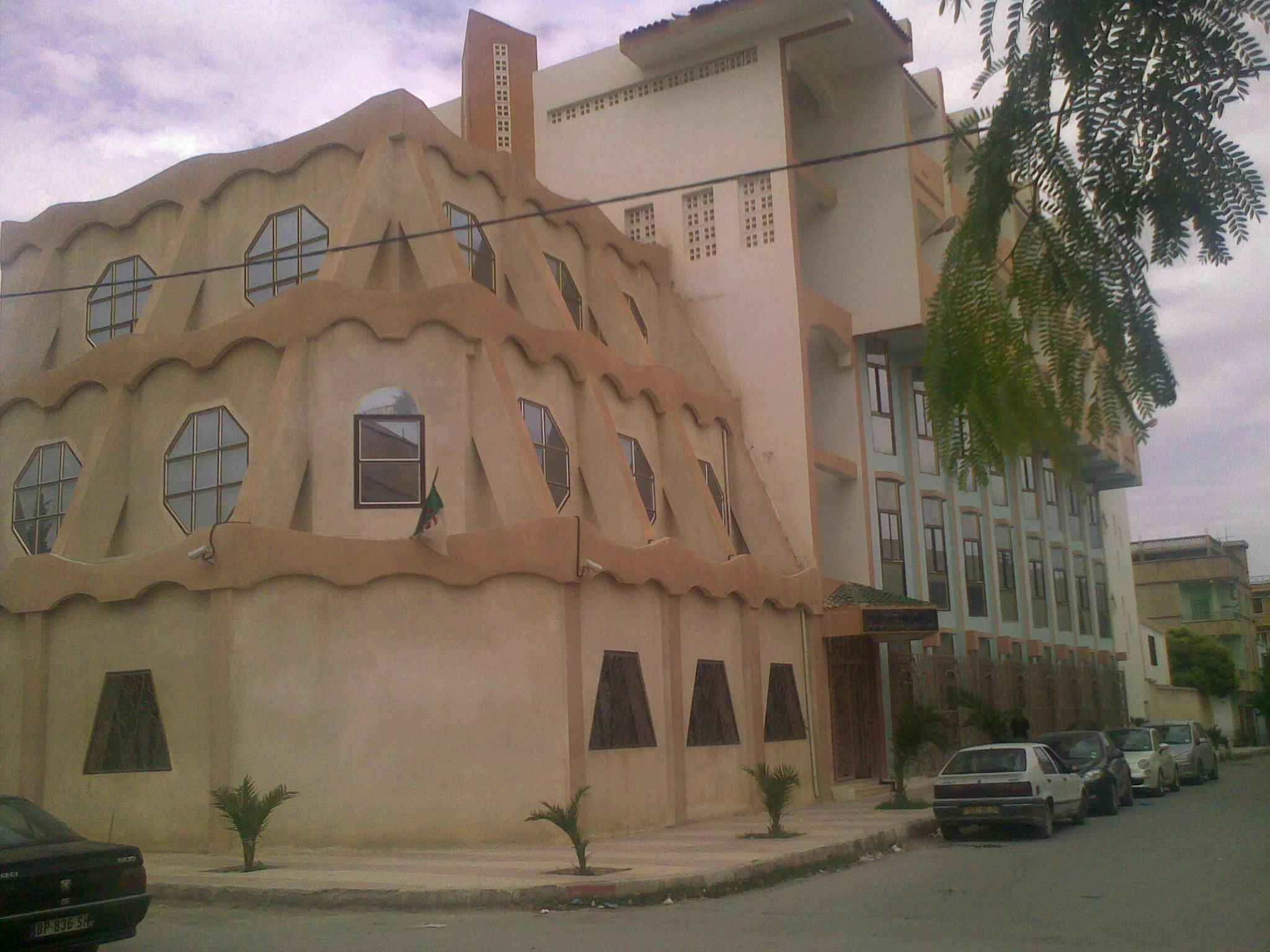
Institut régional de formation musicale de Batna

L’Institut régional de formation musicale de Batna a formé plusieurs musiciens, a eu comme professeur Hafidh Djezzar. Le centre est appelé aussi le conservatoire régional de Batna  est un organisme d'enseignement artistique de la ville de Batna en Algérie. Créé en 1987, l'IRFM est un organisme lié au ministère de la Culture et au ministère de la Communication algériens.
L'Orchestre philharmonique des Aurès, créé durant les années 1990. Il se compose essentiellement d'enseignants et d'étudiants de l’I.R.F.M. de Batna.

### Chorale
- Badis Messaoudani

## Festival

### Festival Aïssa Djermouni

#### Festival international de musique de Timgad

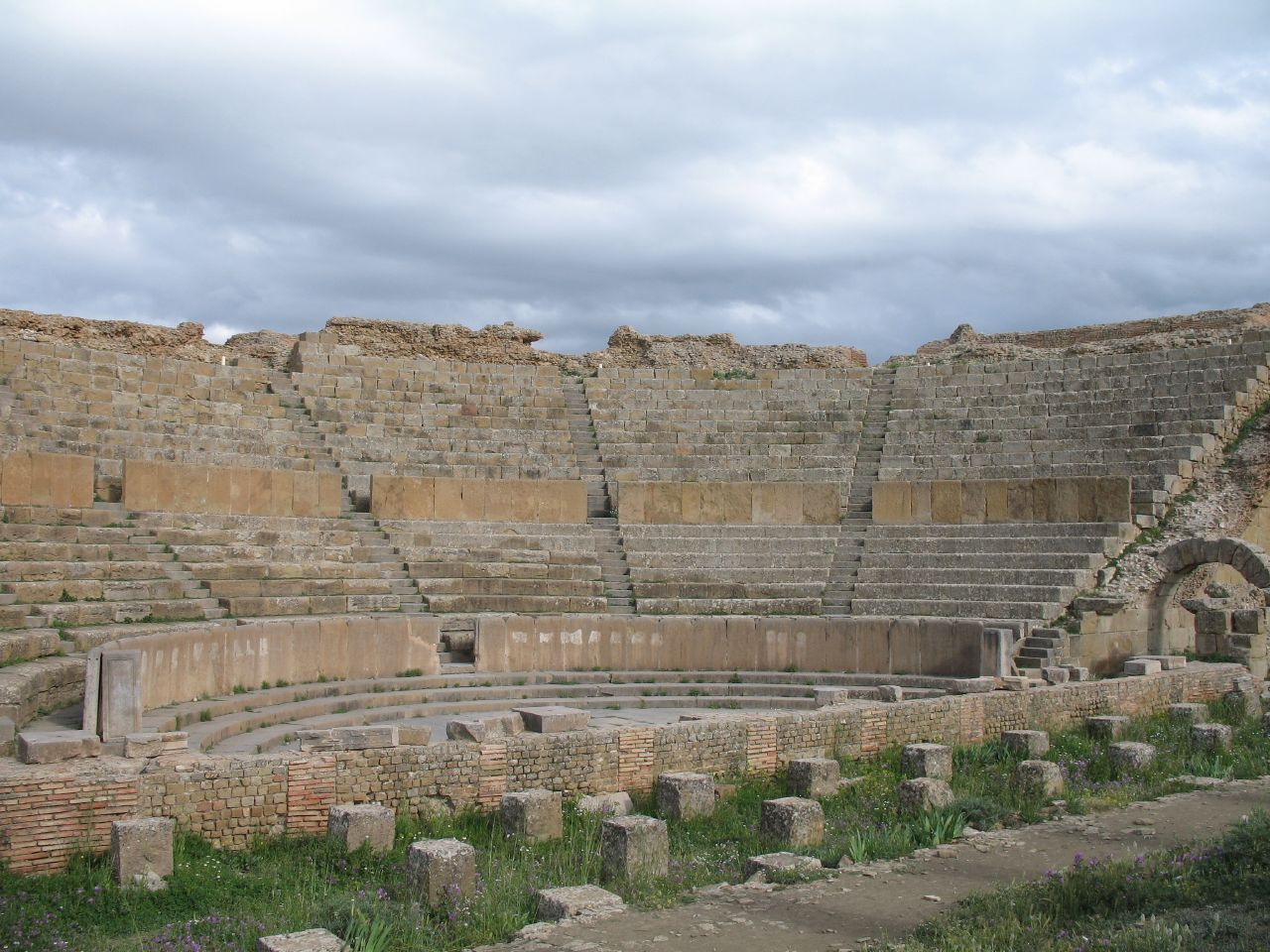
la cavea du théâtre de Timgad

Le Festival international de musique de Timgad, à Timgad, est organisé chaque année par le Commissariat du festival en collaboration avec l'Office national de la Culture et de l’Information, et la wilaya de Batna.
Il a vu le jour en 1967 et il a eu beaucoup de noms, il fut baptisé festival méditerranéen, avant de devenir en 1973 le festival des arts populaires.
Le festival culturel annuel se déroulant chaque mois de juillet, mais a certain moment de son existence il est mis en pause de 1986 à 1996. Il deviendra une destination de choix pour de nombreuses stars de dimension internationale.

#### Festival de la chanson aurassienne à Batna
L’association des Amis de l'art et de la Culture a été créée en février 1986, elle a regroupé plusieurs personnalités des Aurès dont Brahim Bouziane, Khaled Bouali, Hadj Tayeb, Ali Guerbabi, Chérif Merzouki. Elle a été présidée par Hamid Meziani. En 1987, elle organise le festival à Batna durant cinq jours. Le festival rassemble des chanteurs et des groupes de musique et également des peintres. L'évènement a été couvert uniquement par la chaine radion 2 d’Algérie et le journal local El-Aoures. Parmi les chanteurs invités figurent Salim Souhali, Salah Boumaaraf, Mihoub, Hacen Dadi, Nouari Nezzar. La chanson chaoui traditionnelle a été représentée par Mohand Ouamer, Aissa Guellil, le groupe de Yabous, Errefaâ, Idhourar et Chlaâlaâ. Les groupes modernes étaient représentées par Your, Amenay Anzar, Kimel et Thiguiyyeres, venues de plusieurs Wilayas des Aurès pour assister.
Une importante exposition de peinture, de bijoux, de poterie et une parade de fantasia ont eu lieu lors du festival.

#### Danse
Les habits chaouis (burnous), le cheval, le fusil et les youyous font partie de la danse des aurassiens.